# Skimmerkremla
Skimmerkremla (Russula anatina) är en svampart som beskrevs av Romagn. 1967. Skimmerkremla ingår i släktet kremlor och familjen kremlor och riskor.  Arten är reproducerande i Sverige. Inga underarter finns listade i Catalogue of Life.

## Bildgalleri

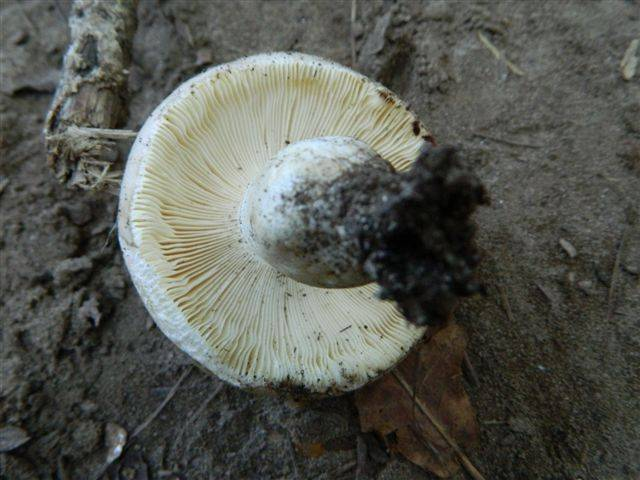